# Droite et gauche
Cet article concerne un tableau de Homer. Pour la notion générale, voir Gauche et droite. Pour le clivage politique, voir Gauche et droite (politique).
Droite et gauche est un tableau peint par Winslow Homer en 1909. Il mesure 71,8 cm de haut sur 122,9 cm de large. Il est conservé au National Gallery of Art à Washington.